# Episodi di Un genio in famiglia (seconda stagione)
La seconda stagione della serie televisiva Un genio in famiglia è stata trasmessa in anteprima negli Stati Uniti d'America da The WB tra il 10 settembre 1997 e il 13 maggio 1998.
| nº | Titolo originale                | Titolo italiano | Prima TV USA      | Prima TV Italia |
| -- | ------------------------------- | --------------- | ----------------- | --------------- |
| 1  | Primary Brothers                |                 | 10 settembre 1997 |                 |
| 2  | Working Guy                     |                 | 17 settembre 1997 |                 |
| 3  | Below the Rim                   |                 | 24 settembre 1997 |                 |
| 4  | Dateline                        |                 | 1º ottobre 1997   |                 |
| 5  | Dumbstruck                      |                 | 8 ottobre 1997    |                 |
| 6  | Trial and Error                 |                 | 15 ottobre 1997   |                 |
| 7  | Big Picture                     |                 | 29 ottobre 1997   |                 |
| 8  | Book Smart                      |                 | 5 novembre 1997   |                 |
| 9  | The Dating Game                 |                 | 12 novembre 1997  |                 |
| 10 | Love Letters                    |                 | 19 novembre 1997  |                 |
| 11 | T.J. versus the Machine         |                 | 10 dicembre 1997  |                 |
| 12 | Men Working Badly               |                 | 7 gennaio 1998    |                 |
| 13 | Rooferman, Take One             |                 | 21 gennaio 1998   |                 |
| 14 | Stop the Presses                |                 | 28 gennaio 1998   |                 |
| 15 | Bad Boy                         |                 | 4 febbraio 1998   |                 |
| 16 | Most Hated Man on Campus        |                 | 11 febbraio 1998  |                 |
| 17 | Goodbye, Mr. Chimps             |                 | 18 febbraio 1998  |                 |
| 18 | Dawgburger Rebellion            |                 | 25 febbraio 1998  |                 |
| 19 | Strangers on the Net            |                 | 4 marzo 1998      |                 |
| 20 | Gotta Dance                     |                 | 29 aprile 1998    |                 |
| 21 | Something Wicked This Way Comes |                 | 6 maggio 1998     |                 |
| 22 | My Two Dads                     |                 | 13 maggio 1998    |                 |